# Peter Wirz
Peter Wirz (* 29. Juli 1960) ist ein ehemaliger Schweizer Mittelstreckenläufer, der sich auf die 1500-Meter-Distanz spezialisiert hatte.

## Leben
1983 wurde er Vierter bei den Halleneuropameisterschaften in Budapest, schied bei den Weltmeisterschaften in Helsinki im Vorlauf aus und siegte bei der Course de l’Escalade. Im Jahr darauf gewann er Gold bei den Halleneuropameisterschaften in Göteborg und wurde Sechster bei den Olympischen Spielen in Los Angeles.
1986 wurde er Fünfter bei den Halleneuropameisterschaften in Madrid, kam bei den Crosslauf-Weltmeisterschaften in Colombier auf den 116. Platz und wurde Zehnter bei den Europameisterschaften in Stuttgart.
Nach einem weiteren Vorrundenaus bei den Weltmeisterschaften 1987 in Rom erreichte er bei den Olympischen Spielen 1988 in Seoul das Halbfinale.
1983 und 1984 wurde er Schweizer Meister über 800 Meter, 1986 über 1500 Meter. In der Halle holte er zweimal den Titel über 800 Meter (1985, 1986) und viermal über 1500 Meter (1982–1984, 1989).
Peter Wirz ist heute als Produktdesigner tätig und entwarf unter anderem den normierten Postbriefkasten der Schweizerischen Post.

## Persönliche Bestleistungen
- 800 m: 1:47,98 min, 26. Mai 1984, Bern
- 1000 m: 2:18,37 min, 29. Juli 1983, Bern
- 1500 m: 3:35,83 min, 10. August 1984, Los Angeles
  - Halle: 3:40,20 min, 23. Februar 1985, Stuttgart
- 1 Meile: 3:55,68 min, 11. Juli 1986, London
- 2000 m: 4:58,29 min, 27. Juli 1984, Langenthal
- 3000 m: 7:44,89 min, 28. Mai 1987, Sevilla
  - Halle: 7:51,42 min, 12. Februar 1989, Stuttgart
- 5000 m: 13:38,23 min, 18. Juni 1989, Sittard